# Dokument Damasceński

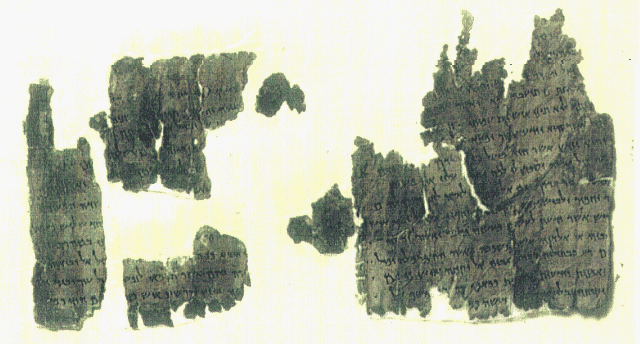
Dokument Damasceński na rękopisie 4Q271

Dokument Damasceński, Dokument Sadokicki – rękopis znaleziony w 1896 roku przez Salomona Szechtera w genizie Synagogi Ben Ezry w Kairze. Fragmenty tego rękopisu znaleziono również w grotach 4, 5 i 6 wśród rękopisów z Qumran (rękopisy: 4Q265 do 4Q273, 5Q12 i 6Q15). Dokument ten pochodzi z II lub I wieku p.n.e.

## Opis
Dokument ten opisuje historię sekty żydowskiej zwanej Esseńczykami. Była ona kierowana przez Mistrza Sprawiedliwości. Dokument zawiera szczegółowe przepisy organizujące życie Esseńczyków. Ponieważ w pewnym miejscu nakazuje wyznawcom „ucieczkę do Damaszku” został on nazwany właśnie Dokumentem Damasceńskim. Na tej pustyni wyznawcy sekty mieli zawrzeć „nowe przymierze”.
Według tego rękopisu sekta ta uważająca siebie za jedyną spadkobierczynię tradycji żydowskiej została założona przez Mistrza Sprawiedliwości około roku 196 p.n.e. Jej członkowie prześladowani przez kapłanów udali się do „ziemi damasceńskiej” i zawarli „nowe przymierze”. Mistrz Sprawiedliwości zmarł lub został zabrany do nieba a jego naśladowcy oczekiwali jego powrotu w czasach ostatecznych. Dokument składa się z dwóch części: tzw. Upomnień, stanowiących wykład religijnych poglądów grupowania, oraz Praw – zbioru reguł i szczegółowych przepisów dotyczących wewnętrznej organizacji gminy, a także jej urzędów.

## Znaczenie dokumentu
Obecnie uznaje się, że sekta powstała w okresie panowania dynastii Hasmoneuszy w czasie gdy hierarchia świątynna uległa korupcji co dotyczyło również obejmowania rządu arcykapłana. Królestwem w tym okresie wstrząsały częste wojny. Sami zaś Machabeusze nie pochodzili z rodu króla Dawida, co w oczach współczesnych odbierało im prawo do tronu. Mogło to doprowadzić do buntu części religijnych Żydów, którzy odmówili legitymizacji władzy królewskiej oraz hierarchii świątynnej.
Po publikacji tego dokumentu Samuel Szechter twierdził, że owa sekta dysponowała również własnymi tekstami liturgicznymi oraz zwartą strukturą organizacyjną. Odkrycia rękopisów znad Morza Martwego zawierające wzmianki o Mistrzu Sprawiedliwości a także znaleziona tam reguła zakonna przypominająca tę opisaną w Dokumencie Damasceńskim oraz odnalezione w Qumran kopie dokumentu potwierdziły, że siedziba sekty znajdowała się w Kumran. Jest to jedno z najważniejszych pism, które pozostały po gminie esseńczyków. Odkrycie kilku fragmentów Dokumentu Damasceńskiego wśród rękopisów z Qumran sprawiło, że większość badaczy uznaje, iż pochodzi on z II lub I wieku p.n.e.